# Filandari
Filandari (tiếng Hy Lạp: Philandaris) là một đô thị ở tỉnh Vibo Valentia trong vùng Calabria, có cự ly khoảng 60 km về phía tây namcủa Catanzaro và khoảng 7 km về phía tây nam của Vibo Valentia. Tại thời điểm ngày 31 tháng 12 năm 2004, đô thị này có dân số 1.913 người và diện tích là 18,5 km².
Filandari giáp các đô thị: Cessaniti, Jonadi, Mileto, Rombiolo, San Calogero, Vibo Valentia, Zungri.